# Hank Beenders
Henry G. "Hank" Beenders (Haarlem, 2 juni 1916 – Somerset, 27 oktober 2003) was een Nederlands-Amerikaanse basketballer.

## Biografie
Beenders werd geboren in Haarlem. Op achtjarige leeftijd emigreerde hij met zijn ouders naar de Verenigde Staten, alwaar hij in Brooklyn, New York, en later in Scotch Plains woonde. Hij studeerde aan de North Plainfield High School in North Plainfield.
Beenders speelde in 1941 in het basketbalteam van Long Island University tijdens het NIT-kampioenschap waarmee hij ook het kampioenschap won. Zijn positie was die van center. In het basketbalseizoen 1941-42 was hij teamkapitein onder leiding van coach Clair Bee.
Beenders was een oorlogsveteraan nadat hij drie jaar gediend had in het Amerikaanse Army Air Corps tijdens de Tweede Wereldoorlog. Na de oorlog begon hij met zijn professionele carrière als basketballer. Hij werd een van de eerste internationale spelers in de NBA, op dat moment nog de Basketball Association of America)
Beenders tekende in 1947 een contract voor de Providence Steamrollers. In zijn eerste seizoen scoorde hij gemiddeld 12,3 punten per wedstrijd. Halverwege het seizoen 1947/48 werd Beenders verkocht aan de Philadelphia Warriors. Met Philadelphia eindigde Beenders als eerste in de Eastern division. Philadelphia bereikte ook de finale van de playoffs, waarin er met 4-2 werd verloren van de Baltimore Bullets. Hiermee was Beenders de eerste internationale speler die de NBA-finales wist te halen. In 1949 werd Beenders samen met Chick Halbert geruild naar de Boston Celtics terwijl Ed Sadowski de omgekeerde beweging maakte. Na 8 wedstrijden werd zijn contract in Boston echter al stopgezet. Daarna trok hij zich terug als professioneel basketballer.
In de late jaren 60 verhuisde hij naar Bridgewater Township, New Jersey. Na zijn basketbalcarrière, werd hij een internationale vertegenwoordiger voor een New Yorks kledingimportbedrijf. Deze baan behield hij gedurende 35 jaar.
Beenders overleed op 87-jarige leeftijd in het Somerset Medical Center in Somerset.

## Statistieken

### Regulier seizoen
| Seizoen  | Team                    | WG  | 2P%  | FW%  | APW | PPW  |
| -------- | ----------------------- | --- | ---- | ---- | --- | ---- |
| 1946/47  | Providence Steamrollers | 58  | 26,2 | 70,4 | 0,6 | 12,3 |
| 1947/48  | Providence Steamrollers | 21  | 26,5 | 63,8 | 0,3 | 6,8  |
| 1947/48  | Philadelphia Warriors   | 24  | 33,3 | 58,3 | 0,3 | 2,5  |
| 1948/49  | Boston Celtics          | 8   | 21,4 | 77,8 | 0,4 | 2,4  |
| Carrière | Carrière                | 111 | 26,5 | 68,7 | 0,5 | 8,4  |

### Play-offs
| Seizoen  | Team                    | WG | 2P%  | FW%  | APW | PPW |
| -------- | ----------------------- | -- | ---- | ---- | --- | --- |
| 1947/48  | Providence Steamrollers | 12 | 22,9 | 53,8 | 0,4 | 1,9 |
| Carrière | Carrière                | 12 | 22,9 | 53,8 | 0,4 | 1,9 |